# 1952 no cinema

## Principais filmes produzidos
- 5 Fingers, de Joseph L. Mankiewicz, com James Mason e Danielle Darrieux
- Acapulco, de Emilio Fernández
- Altri tempi, de Alessandro Blasetti
- Angel Face, de Otto Preminger, com Robert Mitchum e Jean Simmons
- Apassionata, de Fernando de Barros, com Tônia Carrero, Anselmo Duarte, Paulo Autran e Jaime Barcellos
- The Bad and the Beautiful, de Vincente Minnelli, com Lana Turner, Kirk Douglas e Barry Sullivan
- Les belles de nuit, de René Clair, com Gérard Philipe, Martine Carol e Gina Lollobrigida
- Bend of the River, de Anthony Mann, com James Stewart, Arthur Kennedy e Rock Hudson
- The Big Sky, de Howard Hawks, com Kirk Douglas
- Carrie, de William Wyler, com Laurence Olivier e Jennifer Jones
- Le carrosse d'or, de Jean Renoir, com Anna Magnani
- Casque d'or, de Jacques Becker, com Simone Signoret e Serge Reggiani
- Clash by Night, de Fritz Lang, com Barbara Stanwyck, Robert Ryan e Marilyn Monroe
- Come Back, Little Sheba, de Daniel Mann, com Burt Lancaster
- Deadline - U.S.A., de Richard Brooks, com Humphrey Bogart, Ethel Barrymore e Kim Hunter
- Diplomatic Courier, de Henry Hathaway, com Tyrone Power, Patricia Neal e Karl Malden
- Don Camillo, de Julien Duvivier, com Fernandel
- Don't Bother to Knock, de Roy Ward Baker, com Richard Widmark, Marilyn Monroe e Anne Bancroft
- Europa '51, de Roberto Rossellini, com Ingrid Bergman e Giulietta Masina
- Fanfan la Tulipe, de Christian-Jacque, com Gérard Philipe e Gina Lollobrigida
- The Greatest Show on Earth, de Cecil B. DeMille, com Cornel Wilde, Charlton Heston e Dorothy Lamour
- High Noon, de Fred Zinnemann, com Gary Cooper, Grace Kelly, Katy Jurado, Lloyd Bridges e Thomas Mitchell
- The Importance of Being Earnest, de Anthony Asquith, com Michael Redgrave
- Ivanhoe, de Richard Thorpe, com Robert Taylor, Elizabeth Taylor, Joan Fontaine e George Sanders
- Jeux interdits, de René Clément
- Limelight, de e com Charles Chaplin e com Claire Bloom e Buster Keaton
- Macao, de Josef von Sternberg, com Robert Mitchum e Jane Russell
- Manon des sources, de Marcel Pagnol
- Monkey Business, de Howard Hawks, com Cary Grant, Ginger Rogers e Marilyn Monroe
- Moulin Rouge, de John Huston, com José Ferrer e Zsa Zsa Gabor
- Ochazuke no aji, de Yasujiro Ozu
- Okaasan, de Mikio Naruse
- On Dangerous Ground, de Nicholas Ray, com Ida Lupino e Robert Ryan
- Le plaisir, de Max Ophüls, com Jean Gabin
- The Quiet Man, de John Ford, com John Wayne, Maureen O'Hara e Barry Fitzgerald
- Rancho Notorious, de Fritz Lang, com Marlene Dietrich, Arthur Kennedy e Mel Ferrer
- Ruby Gentry, de King Vidor, com Jennifer Jones, Charlton Heston e Karl Malden
- Saikaku ichidai onna, de Kenji Mizoguchi
- Scaramouche, de George Sidney, com Stewart Granger, Eleanor Parker, Janet Leigh e Mel Ferrer
- Singin' in the Rain, de Stanley Donen e Gene Kelly, com Gene Kelly, Debbie Reynolds e Cyd Charisse
- Lo sceicco bianco, de Federico Fellini, com Alberto Sordi e Giulietta Masina
- Les sept péchés capitaux, de Yves Allégret e Claude Autant-Lara
- The Snows of Kilimanjaro, de Henry King, com Gregory Peck, Susan Hayward e Ava Gardner
- The Tragedy of Othello: The Moor of Venice, de e com Orson Welles
- Umberto D., de Vittorio De Sica
- Viva Zapata!, de Elia Kazan, com Marlon Brando, Jean Peters e Anthony Quinn
- The World in His Arms, de Raoul Walsh, com Gregory Peck, Ann Blyth e Anthony Quinn

## Nascimentos
| Data            | Nome                | Profissão                  | Nacionalidade                 | Observações | Ref |
| --------------- | ------------------- | -------------------------- | ----------------------------- | ----------- | --- |
| 7 de Janeiro    | Sammo Hung          | ator                       | Hong Kong (Império Britânico) |             |     |
| 17 de janeiro   | Kevin Reynolds      | diretor                    | Estados Unidos                |             |     |
| 6 de fevereiro  | Helena Isabel       | atriz                      | Portugal                      |             |     |
| 19 de fevereiro | Evandro Mesquita    | ator                       | Brasil                        |             |     |
| 27 de março     | Maria Schneider     | atriz                      | França                        |             |     |
| 1 de abril      | Annette O'Toole     | atriz, cantora e bailarina | Estados Unidos                |             |     |
| 22 de Abril     | Marilyn Chambers    | atriz pornô                | Estados Unidos                | m. 2009     |     |
| 11 de Maio      | Sandra Bréa         | atriz                      | Brasil                        | m. 2000     |     |
| 7 de junho      | Liam Neeson         | ator                       | Irlanda do Norte              |             |     |
| 18 de junho     | Isabella Rossellini | atriz e modelo             | Itália                        |             |     |
| 1 de julho      | Dan Aykroyd         | ator e comediante          | Canadá                        |             |     |
| 15 de Julho     | Terry O'Quinn       | ator                       | Reino Unido                   |             |     |
| 24 de julho     | Gus Van Sant        | cineasta e roteirista      | Estados Unidos                |             |     |
| 12 de agosto    | Chen Kaige          | cineasta                   | China                         |             |     |
| 13 de agosto    | Kate Hansen         | atriz                      | Brasil                        |             |     |
| 18 de agosto    | Patrick Swayze      | ator, dançarino e cantor   | Estados Unidos                | m. 2009     |     |
| 16 de setembro  | Mickey Rourke       | ator                       | Estados Unidos                |             |     |
| 25 de setembro  | Christopher Reeve   | ator                       | Estados Unidos                | m. 2004     |     |
| 28 de setembro  | Sylvia Kristel      | atriz e modelo             | Países Baixos                 |             |     |
| 8 de outubro    | Edward Zwick        | diretor                    | Estados Unidos                |             |     |
| 22 de outubro   | Jeff Goldblum       | ator                       | Estados Unidos                |             |     |
| 27 de outubro   | Roberto Benigni     | ator e diretor             | Itália                        |             |     |
| 24 de novembro  | Thierry Lhermitte   | ator                       | França                        |             |     |
| 30 de novembro  | Mandy Patinkin      | ator                       | Estados Unidos                |             |     |
| 11 de dezembro  | Susan Seidelman     | diretora                   | Estados Unidos                |             |     |

## Mortes

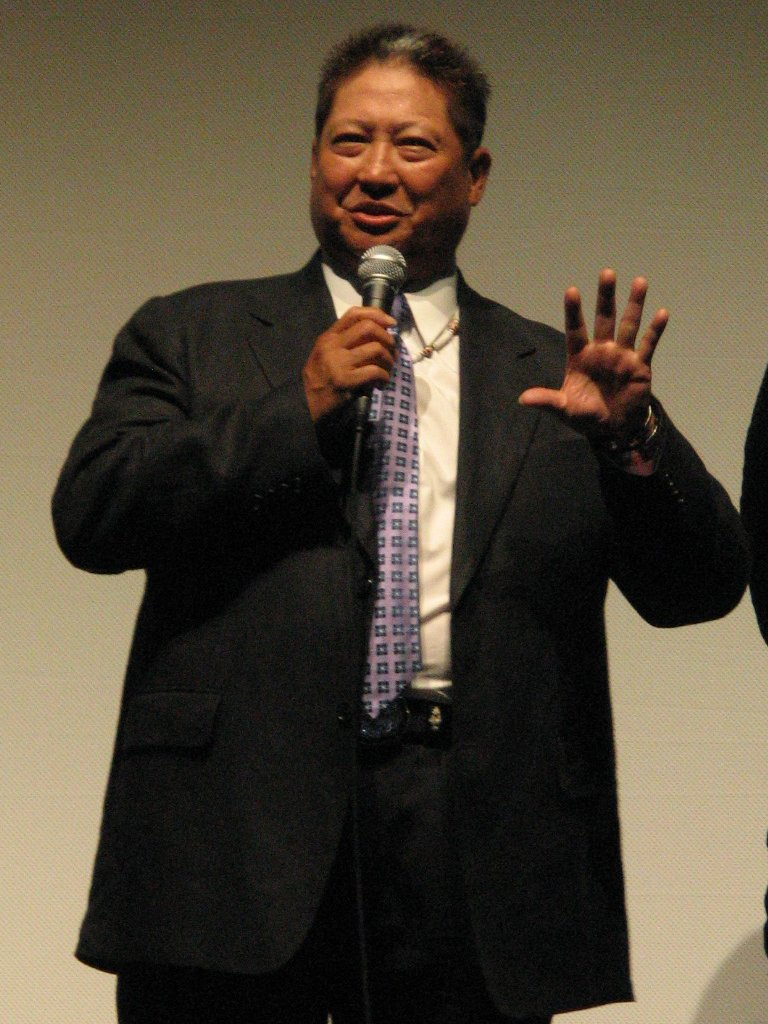
Sammo Hung (n. 7 de janeiro).

| Data           | Nome          | Profissão | Nacionalidade  | Observações | Ref |
| -------------- | ------------- | --------- | -------------- | ----------- | --- |
| 21 de maio     | John Garfield | ator      | Estados Unidos | n. 1913     |     |
| 18 de setembro | Maria Matos   | atriz     | Portugal       | n. 1890     |     |